# Diagram przemienny
Diagram przemienny – w matematyce, a szczególnie w teorii kategorii, diagram składający się z obiektów (nazywanych również wierzchołkami) i morfizmów (znanych także jako strzałki lub krawędzie), w którym wybranie dowolnej drogi skierowanej między dwoma jego obiektami prowadzi do tego samego wyniku ze względu na składanie morfizmów. Diagramy przemienne odgrywają w teorii kategorii rolę analogiczną do równań w algebrze.

## Przykłady
W następującym przykładzie przedstawiającym pierwsze twierdzenie o izomorfizmie przemienność oznacza, że {\displaystyle f={\tilde {f}}\circ \pi {:}}
Niżej znajduje się standardowy kwadrat przemienny, w którym {\displaystyle h\circ f=k\circ g.}

### Symbole
W tekstach algebraicznych rodzaj morfizmu może być oznaczony różnymi typami strzałek: monomorfizmy za pomocą {\displaystyle \hookrightarrow ,} epimorfizmy za pomocą {\displaystyle \twoheadrightarrow ,} a izomorfizmy za pomocą {\displaystyle {\overset {\sim }{\to }}.} Przerywana strzałka zwykle oznacza, że w danym diagramie postuluje się istnienie wskazanego morfizmu. Jest to na tyle popularne, że w tekstach nie tłumaczy się rodzajów strzałek.

## Sprawdzanie przemienności
Przemienność ma sens dla wieloboku dowolnej skończonej liczbie boków (włączając w to nawet 1 i 2), a diagram jest przemienny, jeżeli każdy poddiagram wieloboczny jest przemienny.

## Dowodzenie
Popularną metodą dowodzenia, szczególnie w algebrze homologicznej, jest tzw. diagram chasing (ściganie [elementów] po diagramie). Dla danego diagramu przemiennego „dowód przez ściganie” polega na formalnym wykorzystaniu jego własności, takich jak iniektywność, czy suriektywność przekształceń albo ciągi dokładne. W wyniku tego postępowania konstruuje się sylogizm, dla którego graficzne przedstawienie w postaci diagramu jest tylko pomocą wzrokową. Nazwa ma swoje źródło w metodzie dowodzenia: „ściga” się elementy po całym diagramie, aż skonstruuje się upragniony element lub sprawdzi poprawność wyniku.